# Jednosměrná výztuž
Jednosměrná výztuž (angl.: unidirectional tape, něm.: unidirektionales Gelege)
je plošná textilie zhotovená z rovingů nebo z nití kladených rovnoběžně do jednoho určitého směru.

## Vlastnosti
Napřímená, nezprohýbaná poloha jednotlivých rovingů dává výztužím tažnou pevnost v podélném směru, která se nedá dosáhnout např. u tkanin ze stejného materiálu (kde jsou osnovní a útkové niti zprohýbány). Výztuže se vyrábí hlavně ze skleněných, uhlíkových a aramidových vláken.

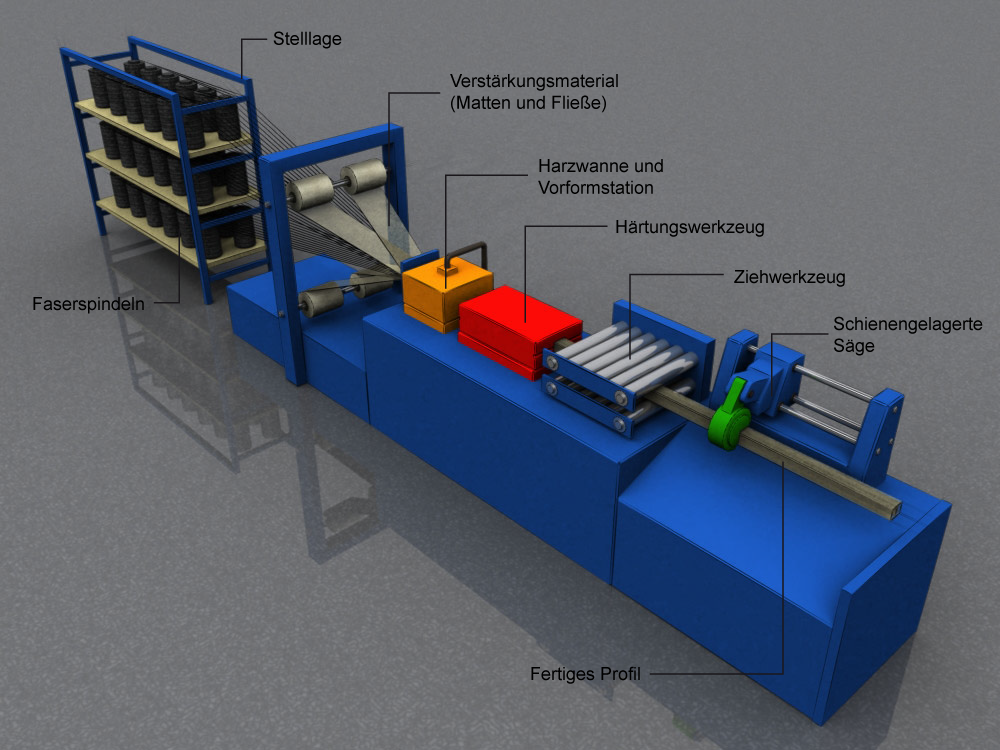
Model pultruzního agregátu

## Výroba a zpracování výztuže
Jednosměrné výztuže se používají jako „armatura“ ke zpevnění kompozitů, která je v konečném výrobku (s váhovým podílem 50-70 %) uložena v pryskyřičné matrici.
Hlavní způsoby výroby:
- Tzv. neplastické prepregy – výztuže s částečně vytvrzenou pryskyřicí, pryskyřice se dotvrzuje až v konečném tvaru kompozitu. [1] U prepregů se často kombinuje (slepuje) vrstva rovnoběžně ložených rovingů s vrstvami tkanin nebo rohoží.
- Pultruze je kontinuální výrobní postup, při kterém se řada rovnoběžně přiváděných rovingů namáčí v pryskyřici a napíná za vysokých teplot s následným tvarováním jako polotovar k výrobě kompozitů. Jednosměrné výztuže se při pultruzi často spojují s rohožemi nebo s mletými vlákny.

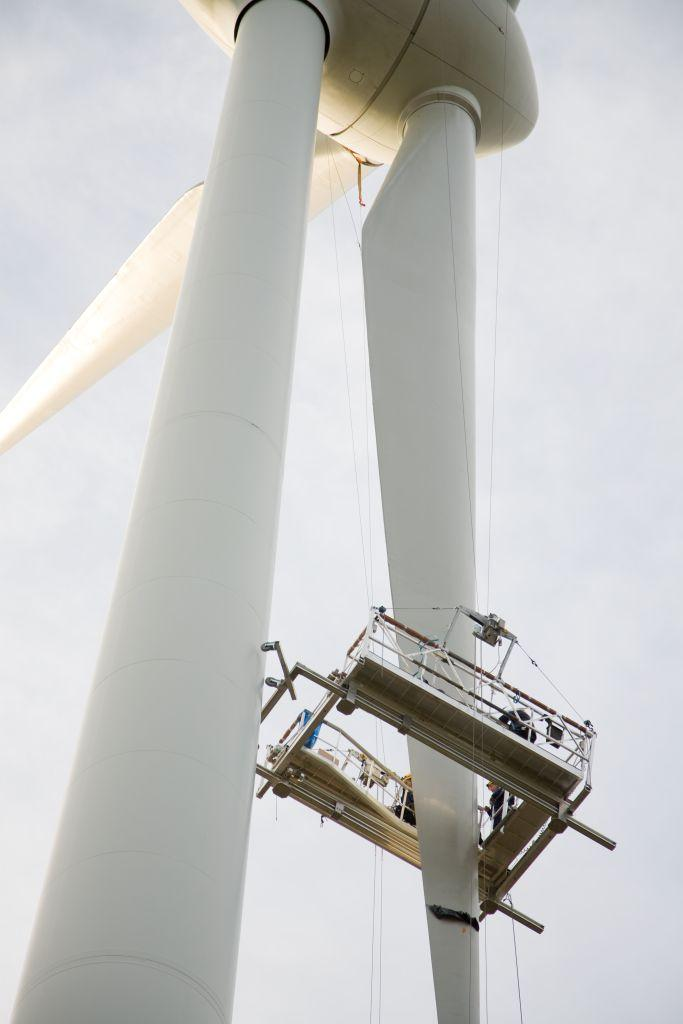
List rotoru větrného generátoru

- Vícesměrné výztuže se vyrábí nejproduktivněji na proplétacích strojích. Stroj pracuje na principu tří soustav nití: Na povrch základní osnovy se klade po celé šířce stroje příčně ke směru osnovy 30-90 paralelně seřazených nití a obě soustavy se spojují očky tvořenými z nití proplétací osnovy. Podélné a příčné niti se navzájem neproplétají a tak zůstávají napřímené. Příčná soustava nití se může klást také v několika vrstvách nad sebou s různým sklonem k osnově (multidirekcionální výztuž). [2] Výztuže se dají na tomto stroji vyrábět také z rovingů.[3]

## Použití
Jedno- a vícesměrné výztuže jsou polotovar k výrobě kompozitů, které se uplatňují prakticky všude, kde je zapotřebí mimořádně pevný a lehký konstrukční materiál. Jsou to například:
čluny, lodě, listy rotorů, křídla letadel, nádrže na plyn, lyže, protézy a mnoho jiných.